# P*Fect

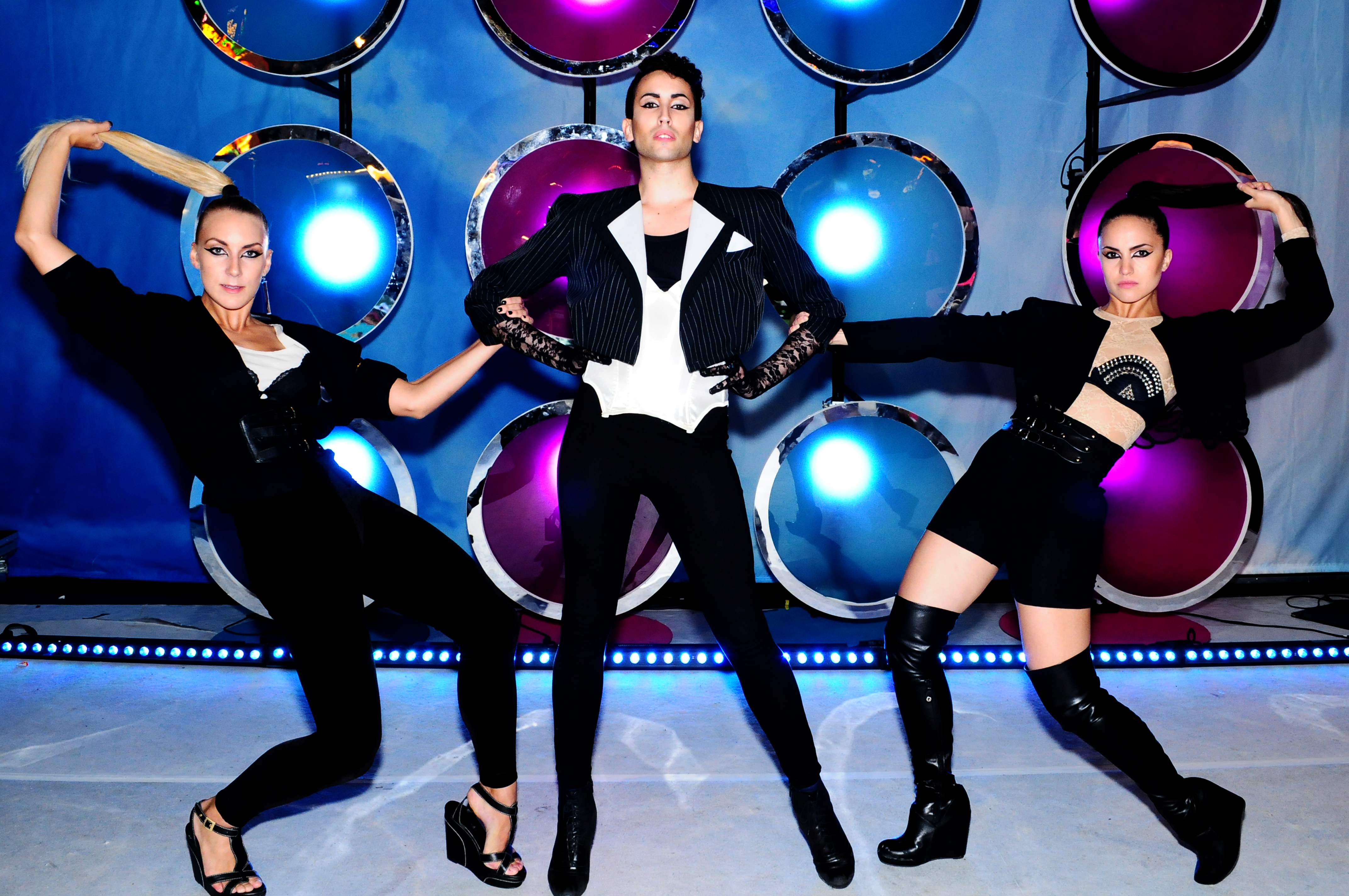
P*fect på Sommarkrysset

P*fect är en dansgrupp som startade  2006 och har sedan dess uppträtt på olika event och TV-produktioner som Sommarkrysset, Melodifestivalen och mycket mer.

## Dansstilen
P*fect arbetar främst med danstilarna waacking och voguing och danskulturen kring dessa. De skapar shower, events och workshops som är en gemenskap av streetdance och battlescene. Deras ambition är "Att få folk att våga vara sig själva eller vara det de vill vara".

## Event & TV-produktioner
År 2008 var P*fect förband till Lady Gaga när hon besökte Berns. I Melodifestivalen 2012 har de dansat till Hanna Lindblads låt Goosebumps . Även i Sommarkrysset har gruppen medverkat, nu senast 2012 tillsammans med andra dansgrupper som Urban Angels, Micina och Grounded. I Melodifestivalen 2010 dansade och koraograferade de  Hanna Lindblads nummer "Manipulated". År 2009 medverkade P*Fect på Juste Debout världens största streetdance tävling. Samma år syndes de också på  Dansens hus streetdance festival vecka Urban connection, Peace & Love i Borlänge, Nyhetsmorgon och var vinnare i Juste Debout Scandinavia showcompetition med sin första show "The Godmother".

## Medlemmar
Anna Näsström, Bambam Frost, Bianca Traum, Michel Franco och Sofia Södergård.